# Jestädter Weinberg / Werraaltarm u. -aue bei Albungen
Jestädter Weinberg / Werraaltarm u. -aue bei Albungen este o arie protejată (arie specială de conservare — SAC, sit de importanță comunitară — SCI) din Germania întinsă pe o suprafață de 86,21 ha, integral pe uscat.

## Localizare
Centrul sitului Jestädter Weinberg / Werraaltarm u. -aue bei Albungen este situat la coordonatele 51°13′06″N 10°00′05″E / 51.2183°N 10.0014°E.

## Înființare
Situl Jestädter Weinberg / Werraaltarm u. -aue bei Albungen a fost declarat sit de importanță comunitară în aprilie 1999 pentru a proteja 13 specii de animale. Situl a fost protejat și ca arie specială de conservare în martie 2008.

## Biodiversitate
Situată în ecoregiunea continentală, aria protejată conține 6 habitate naturale: Lacuri eutrofice naturale cu vegetație de tip Magnopotamion sau Hydrocharition, Pajiști uscate seminaturale și facies de acoperire cu tufișuri pe substraturi calcaroase (Festuco-Brometalia) (* situri importante pentru orhidee), Liziere de ierburi înalte hidrofile de câmpie și de nivel montan până la alpin, Pante stâncoase calcaroase cu vegetație casmofită, Peșteri inaccesibile publicului, Păduri aluvionare cu Alnus glutinosa și Fraxinus excelsior (Alno-Padion, Alnion incanae, Salicion albae).
La baza desemnării sitului se află mai multe specii protejate de  păsări (13): fluierar de munte (Actitis hypoleucos), pescăruș albastru (Alcedo atthis), buha (Bubo bubo), șoimul rândunelelor (Falco subbuteo), becațină comună (Gallinago gallinago), Gallinula chloropus chloropus, sfrâncioc roșiatic (Lanius collurio), Luscinia svecica cyanecula, gaia neagră (Milvus migrans), cormoran mare (Phalacrocorax carbo carbo), codroșul de pădure (Phoenicurus phoenicurus), Podiceps cristatus cristatus, Rallus aquaticus aquaticus.
Pe lângă speciile protejate, pe teritoriul sitului au mai fost identificate 4 specii de plante, 1 specie de păsări, 2 specii de amfibieni, 21 de specii de nevertebrate, 1 specie de reptile.